# Hybridrechner

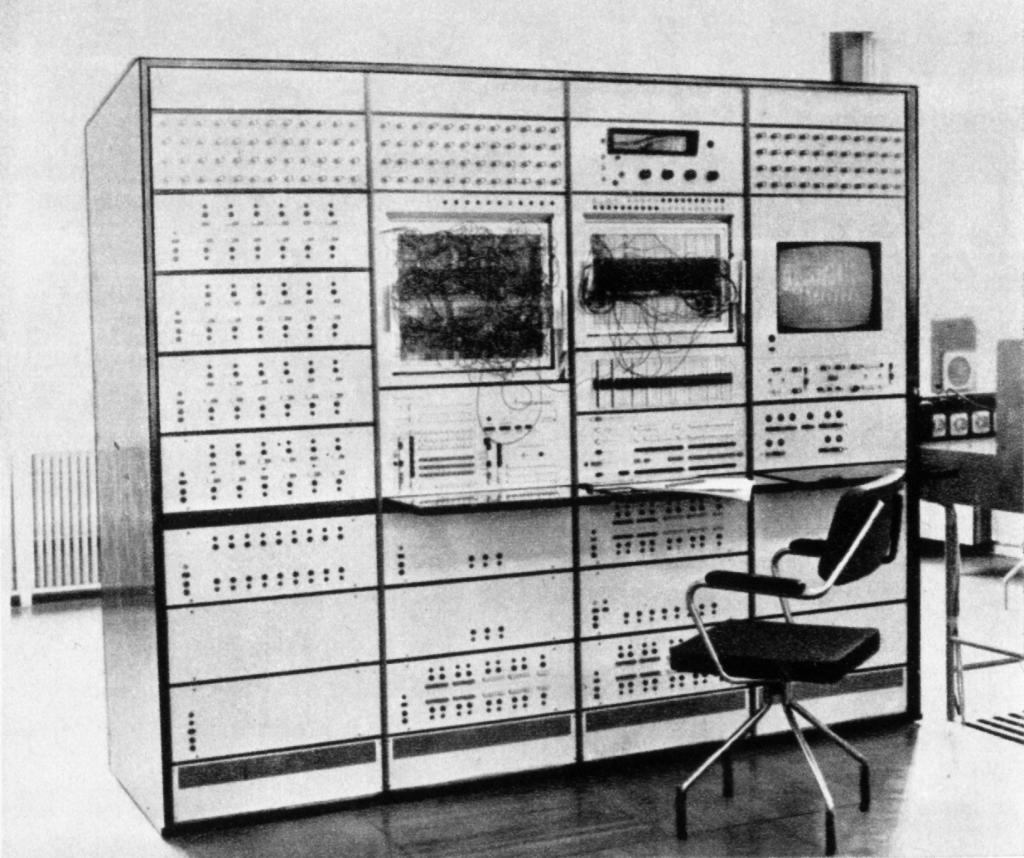
Hybridrechner WAT 1001

Als Hybridrechner werden historische Computeranlagen bezeichnet, die eine Kombination aus Elementen von Analog- und Digitalrechnern verwenden und so die Vorteile beider Technologien vereinigen. Gegen Ende der 1960er-Jahre wurden sie vermehrt entwickelt und im technisch-wissenschaftlichen Sektor eingesetzt. Die wichtigsten Bestandteile dieser Elektronik sind Analog-Digital-Umsetzer und deren Gegenstücke, Digital-Analog-Umsetzer.
Dabei wird der Digitalrechner vor allem für solche Rechenaufgaben verwendet, die der Analogrechner alleine kaum abbilden kann:
- mehrdimensionale Kennfelder
- komplexe Logikaufgaben oder Steuerung von Abläufen
- automatische Suche von optimalen Parametern
- Erzeugung beliebiger mathematischer Funktionen, z. B. aus gemessenen Werten
- Speicherung von Ergebnissen und Ergänzung durch numerische Verfahren

Einsatzbereiche:
- Rand- und Eigenwertprobleme
- Simulation und Optimierung von komplexen dynamischen Systemen
- Andere mathematische Zusammenhänge, die sich numerisch (sprich digital) nur umständlich oder punktuell lösen lassen
- Lösung partieller Differentialgleichungen

Als letzter Hybridrechner gilt der Dornier 960.
Neuerdings wird von einer Neuauflage von Hybridrechnern geredet. Gegenüber Quantencomputern hätten Analogrechner den großen Vorteil, auf wesentlich einfacher zugänglichen physikalischen Effekten zu beruhen. Es gebe keine prinzipiellen Hürden in der Entwicklung moderner Analogrechner, die auf einem einzigen hochintegrierten Schaltkreis all die Rechenelemente vereinigen, die in den Sechzigerjahren noch viele Schränke voller Elektronik eingenommen hatten. In einem Hybridrechner diene der Analogrechner seinem digitalen Gegenstück als extrem leistungsfähiger Ko-Prozessor.